# Енергетичний спектр
Енергети́чний спектр - множина дозволених значень енергії для квантової системи. Енергетичний спектр може бути дискретним або неперервним. Оскільки поглинання й випромінювання світла квантовою системою визначається переходами між станами із різними дозволеними значеннями енергії, енергетичний спектр квантової системи разом із правилами відбору визначає її оптичні спектри. 
Для нерелятивістських квантових систем енергетичний спектр знаходиться із стаціонарного рівняння Шредінгера, тобто є спектром власних значень гамільтоніана квантової системи.

## Приклади
Енергетичний спектр гармонічного осцилятора задається формулою 
{\displaystyle E=\hbar \omega \left(n+{\frac {1}{2}}\right)},
де {\displaystyle \omega } - Власна частота, {\displaystyle \hbar } - зведена стала Планка,{\displaystyle n=0,1,2,\ldots }.- квантове число. Спектр дискретний, дозволені значення енергії рівновіддалені. За правилами відбору, оптичні переходи можливі тільки між сусідніми рівнями енергії, тому гармонічний осцилятор поглинає і випромінює лише на одній частоті.

## Інше значення
Енергетичний спектр – спектральна густина середньої потужності випадкового процесу як функція частоти. Розрізняють дискретні та неперервні енергетичні спектри.